# Perserna
Denna artikel handlar om pjäsen Perserna. För folkslaget, se perser.
Perserna är en tragedi av den antike grekiske författaren Aischylos och det äldsta av de få antika dramer som har bevarats till modern tid. Pjäsen dramatiserar den persiska reaktionen på nyheten om det militära nederlaget vid slaget vid Salamis (480 f.Kr.) vilket avgjorde de persiska krigen till persernas nackdel.

## Handling
Tragedin äger rum i persernas huvudstad Susa och inleds med att kören berättar om den persiske kungen Xerxes mäktiga armé som färdats till Grekland för plundra och förslava grekerna. Kören beskriver bland annat hur den stora invasionshären byggt en bro över Hellesponten. Drottning Atossa, fru till framlidne Dareios och mor till Xerxes, berättar att hon drömt hur Xerxes försöker spänna två kvinnor, en persisk och en grekisk, för sin vagn. Den grekiska sliter sig loss och Xerxes förödmjukas inför sin far Darieos. När Atossa sedan vill offra till gudarna ser hon en örn som attackeras av en hök. Atossa frågar om Aten och dess seder, och förvånas av att Aten inte har någon härskare (dvs är demokratiskt styrt).
En budbärare anländer och berättar att den persiska flottan besegrats vid Salamis och att den persiska invasionen misslyckats. Enbart Xerxes och några få perser överlevde. Atossa åkallar den döde Dareios som stiger upp från underjorden och fördömer Xerxes försök att utmana Poseidon genom att bygga en bro över Hellesponten. Han beklagar också förstörelsen av helgedomar innan han sjunker han tillbaka till underjorden. Xerxes själv dyker upp i slitna kläder och med ett tomt koger. Han beklagar sitt öde och tragedin slutar med bittra klagomål mellan honom och kören.

## Tolkningar
Jan Stolpe skriver i förordet till sin översättning om det remarkabla i att händelserna inte ses ur segrarnas utan ur förlorarnas perspektiv. Det mäktiga persiska rikets nederlag mot de splittrade grekerna var oväntat och ändå undviker Aischylos (som är grek) "triumferande, braverande och nersvärtning av motståndaren", vilket kan antyda försoning.  Även DNs anmälan av översättningen är inne på samma tema och nämner hur Aischylos "skildrar hela förloppet ur persernas synvinkel. Inte med förakt eller ironi, snarare med empati och respekt för den förlorande sidan."
Andra skribenter fokuserar på att perserna framställs som genuint annorlunda än grekerna. De kallas genomgående för barbarer och i dramat förstår Xerxes att hans smärta är "ljuv för fienden".

## Översättningar till svenska
- 1934 av Emil Zilliacus, utgiven på Geber förlag.
- 2022 av Jan Stolpe och Lars-Håkan Svensson, utgiven av Ellerströms förlag.